# Estêvão António Tormenta Pinheiro
Estêvão António Tormenta Pinheiro ComC • GCNSC (Évora, São Mamede, 29 de Agosto de 1856 - Lisboa, 15 de Abril de 1911), 1.º Visconde da Serra da Tourega e 1.º Conde da Serra da Tourega, foi um empresário agrícola, filantropo e político português.

## Família
Filho de António Bernardo da Costa Pinheiro (Évora, São Mamede, 1 de Julho de 1827 - Évora, São Mamede, 7 de Março de 1877), grande Lavrador e Proprietário, e de sua mulher (Évora, São Mamede, 18 de Dezembro de 1855) Gertrudes Angélica Tormenta (Évora, São Mamede, 2 de Março de 1826 - ?).

## Biografia
Fidalgo Cavaleiro da Casa Real e grande Proprietário no Distrito de Évora, foi Presidente da Câmara Municipal desta cidade de Évora, que beneficiou então de grandes melhoramentos. Foi, também, Provedor da Santa Casa da Misericórdia de Évora, Procurador à Junta Geral do Distrito e Deputado na Legislatura de 1898. Era Grã-Cruz da Ordem de Nossa Senhora da Conceição de Vila Viçosa, Grã-Cruz da Ordem de Isabel a Católica, de Espanha, Comendador da Ordem de Cristo, Comendador da Ordem de São Gregório Magno, da Santa Sé, Sócio Efetivo da Associação de Agricultura e da Sociedade de Geografia de Lisboa, condecorado com a Medalha da Ordem do Mérito Agrícola de França, etc.
O título de 1.º Visconde da Serra da Tourega foi-lhe concedido por Decreto de D. Luís I de Portugal de 5 de Fevereiro de 1880 e foi elevado à Grandeza, como 1.º Conde da Serra da Tourega, por Decreto de D. Carlos I de Portugal de 26 de Dezembro de 1889.

## Casamento e descendência
Casou primeira vez com Maria Joaquina de Sousa e Sande (Estremoz, Santo André, 14 de Junho de 1854 - Évora, Sé, 20 de Fevereiro de 1899), da qual foi segundo marido, filha de José Joaquim Silvério de Sande de Meneses e Vasconcelos (Estremoz, Santo André, 20 de Agosto de 1820 - ?), Senhor do Morgado da Horta Primeira, e de sua mulher (Estremoz, Santa Maria, 9 de Julho de 1848) Catarina Augusta de Sousa Cabral e Melo (Viana do Alentejo, Viana do Alentejo, bap. 5 de Maio de 1825 - Estremoz, 28 de Fevereiro de 1888), filha da Senhora do Morgado de Santa Catarina, em Estremoz, da qual teve, pelo menos, duas filhas: 
- Maria Teresa de Sousa Tormenta de Sande Pinheiro (Évora, São Mamede, 13 de Novembro de 1876 - Évora, São Mamede, 25 de Novembro de 1937), que em Monarquia seria Representante do Título de Condessa (antes Viscondessa) da Serra da Tourega, casada com António Nunes Barata (Montemor-o-Novo, Nossa Senhora do Bispo, São Geraldo, 1 de Janeiro de 1869 - Évora, São Mamede, 2 de Março de 1927), Lavrador e Proprietário, com geração[2]
- Augusta Isaura de Sousa Tormenta de Sande Pinheiro, que foi segunda mulher do 1.º Visconde da Olivã, sem geração[3]

Casou segunda vez com Maria das Dores de Saavedra Martins.